# Алі-Чаксон
Алі-Чаксон (англ. Ali Chukson) — переписна місцевість (CDP) в США, в окрузі Піма штату Аризона. Населення — 113 особи (2020).

## Географія
Алі-Чаксон розташоване за координатами 31°54′42″ пн. ш. 111°48′6″ зх. д. / 31.91167° пн. ш. 111.80167° зх. д. (31.911528, -111.801625). За даними Бюро перепису населення США в 2010 році переписна місцевість мала площу 5,36 км², уся площа — суходіл.

## Демографія
Згідно з переписом 2010 року, у переписній місцевості мешкали 132 особи в 38 домогосподарствах у складі 28 родин. Густота населення становила 25 осіб/км². Було 55 помешкань (10/км²).
Расовий склад населення:
| - 99,2 % — корінних американців |

До двох чи більше рас належало 0,8 %. Частка іспаномовних становила 0,8 % від усіх жителів.
За віковим діапазоном населення розподілялося таким чином: 39,4 % — особи молодші 18 років, 56,8 % — особи у віці 18—64 років, 3,8 % — особи у віці 65 років та старші. Медіана віку мешканця становила 22,0 року. На 100 осіб жіночої статі у переписній місцевості припадало 83,3 чоловіків; на 100 жінок у віці від 18 років та старших — 86,0 чоловіків також старших 18 років.
За межею бідності перебувало 17,6 % осіб, у тому числі 0,0 % дітей у віці до 18 років та 100,0 % осіб у віці 65 років та старших.
Цивільне працевлаштоване населення становило 16 осіб. Основні галузі зайнятості: публічна адміністрація — 100,0 %.